# Famille Piccolomini
Ne doit pas être confondu avec Piccoli.

Blason de la famille Piccolomini :
D'argent, à la croix d'azur, chargée de cinq croissants d'or

Piccolomini est une grande famille noble toscane de partie Guelfe, influente à Sienne à partir du XIIIe siècle et dans le gouvernement de l'Église.
Parmi ses membres, elle compte deux papes : Pie II et Pie III.
Un membre de la famille s'étant transféré par mariage à Naples au cours du XVe siècle a donné vie à la branche des Piccolomini du Mezzogiorno. Cette branche devint une des sept grandes maisons du royaume de Naples. Les Serenissime Sette Grandi Case del Regno di Napoli comprenaient : Acquaviva, Celano, Evoli, Marzano (it), Molise, Ruffo, Sanseverino; les familles d'Evoli, Marzano et Molise éteintes, elles ont été remplacées par celles d'Aquino, Del Balzo et Piccolomini, du royaume de Naples.

## Histoire de la famille
Les origines de la famille sont très anciennes : Dans un acte de 1098, un Martino di Piccolomo déclarait vivre sous la loi lombarde ; en 1165, un Piccolomo di Montone était consul.
Au XIIIe et au XIVe siècle, les Piccolomini comptent parmi les prime schiette, c'est-à-dire les principales familles baronniales de Sienne.
En 1220, Engelberto d'Ugo Piccolomini recevait le domaine feudal de Montertari en Val d'Orcia de l'empereur Frédéric II du Saint-Empire en récompense de services rendus.
La famille a acheté divers palais et tours à Sienne et dans le territoire de la République, comme Montone et Castiglione, vendus à la commune 1321.
La famille mène des guerres privées contre d'autres groupes rivaux tout au long des XIIIe et XIVe siècles, en particulier contre les Malavolti, qui contrôlent la charge épiscopale. En 1338, les Piccolomini parviennent à déclencher une enquête pontificale contre Donosdeo dei Malavolti, évêque de Sienne, qu'ils accusent de malversations.
Les Piccolomini sont devenus puissants grâce au commerce et établirent des agences et bureaux comptables à Gênes, Venise, Aquilée, Trieste ainsi que dans certaines villes françaises et allemandes.
Soutenant la partie Guelfe, ils ont été chassés de la ville et leurs maisons démolies.
Après la victoire de la maison d'Anjou, il retournèrent en ville, mais furent de nouveau chassés pendant le bref règne de Conradin, puis finirent pour rentrer à Sienne avec l'aide de Charles Ier de Sicile.
À cause de leur intense activité politique, les Piccolomini finirent par perdre leur influence commerciale mais gardèrent néanmoins leurs propriétés.

## Branches
- Piccolomo di Montone, consul de Sienne en 1165
  - descendants de Bartolomeo di Piccolomo, dits plus tard Piccolomini Salamoneschi, puis Piccolomini d'Aragona à partir de 1807
    - branche de Modanella, dont descendent les Spanocchi Piccolomini et les Naldi Piccolomini
    - première branche della Triana (éteinte au XVIIIe siècle)
    - deuxième branche della Triana (éteinte en 1963)
    - branche des Naldi, puis Naldi Piccolomini, puis Bardini, puis Piccolomini Bardini Naldi

  - descendants de Rustichino di Piccolomo
    - branche della Torre e Castello (éteinte au XIXe siècle)
    - branche del Mandolo (éteinte au XVIIe siècle)
    - première branche des Carli Piccolomini
    - deuxième branche des Carli Piccolomini, dits plus tard Piccolomini Clementi, Piccolomini Febei, Piccolomini Febei Adami et Piccolomini Clementi Adami
      - Troisième branche della Triana

    - branche dite delle Papesse pour les papes Pie II et Pie III
      - branche des Piccolomini Gugliemi (descendants en ligne masculine des Gugliemi), dits plus tard Piccolomini Piari, princes de Náchod (éteints au XVIIe siècle)
      - branche des Piccolomini Todeschini (descendants en ligne masculine des Todeschini)
        - branche des Piccolomini di Castiglia e d'Aragona, ducs de Montemarciano (éteints au XVIe siècle)
        - branche del Giglio, dits plus tard Bandini Piccolomini
        - branche des Piccolomini d'Aragona, ducs d'Amalfi (éteints au XVIe siècle)
          - branche des marquis de Deliceto (éteints au XVIe siècle)
          - branche de Scafani, princes de Valle, dits plus tard Piccolomini d'Aragona

## Membres importants de la famille
- Enea Silvio Piccolomini (1405-1464), pape sous le nom de Pie II.
- Francesco Todeschini Piccolomini (1439-1503), pape sous le nom de Pie III.

- Alessandro Piccolomini (1508-1579), astronome, écrivain philosophe et dramaturge.
- Alfonso Piccolomini (it), gouverneur de Sienne (1528 – 1530) et (1531 – 1541).
- Ambrogio Maria Piccolomini, archevêque d'Otrante.
- Antonio Todeschini Piccolomini (1435-1492), neveu de Pie II.
- Celio Piccolomini, (Sienne, 1609 – Sienne, 1681) cardinal.
- Francesco Piccolomini, (Sienne, 1523 – Sienne, 1607) philosophe.
- Francesco Piccolomini, (Sienne, 1582 – Rome, 1651) Général de l'Ordre des Jésuites.
- Giacomo Piccolomini, (Sienne, 1795 – Sienne, 1861) cardinal et archevêque de Sienne.
- Gioacchino Piccolomini, moine des Serviteurs de Marie et bienheureux (fête 3 février).
- Giovanni Piccolomini, (Sienne, 1475 – Sienne, 1537) cardinal et archevêque de  Sienne.
- Marietta Piccolomini, (Sienne, 15 mars 1834 – Sienne, 23 décembre 1899), cantatrice.
- Niccolò Piccolomini (it), (Sienne, etc. – Sienne, 1467) archevêque de Bénévent.
- Ottavio Piccolomini, (Pise, 1600 – Vienne, 1656) condottière au service de l'Empereur, duc d'Amalfi.
- Enea Silvio Piccolomini (1709-1763), gouverneur de Rome, vice-camerlingue, cardinal.
- Bianca Piccolomini Clementini (1875-1959), fondatrice de la Compagnie Sainte Angèle Merici, vénérable.

## Ramification
- Piccolomini Todeschini (it), fondée au XVe siècle.